# Rambervillers

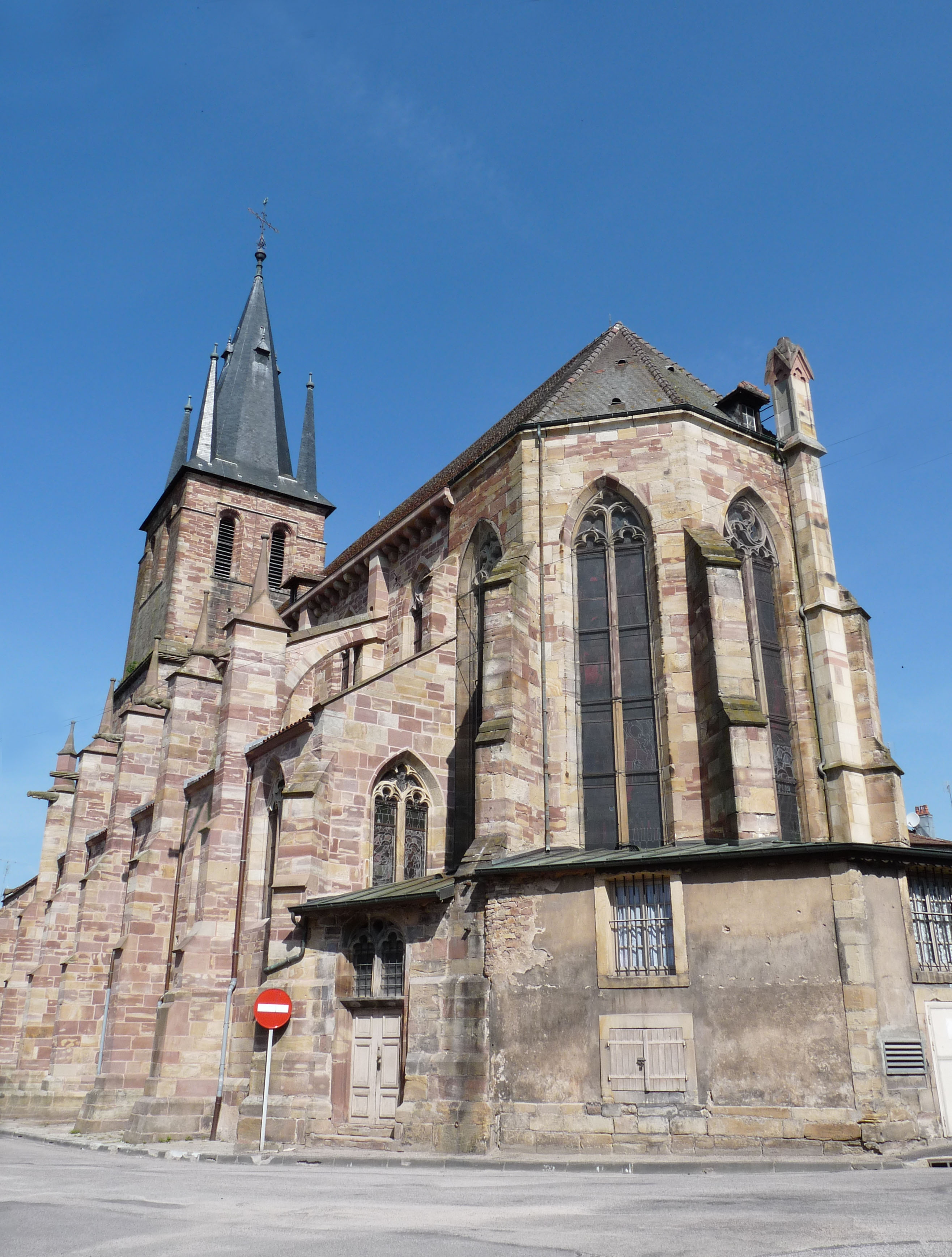
Kostel Svaté Libairy

Rambervillers je obec na severovýchodě Francie, v departementu Vosges, v regionu Grand Est. Leží na řece Mortagne.

## Znak
Znak byl vytvořen v roce 1718 pro Leopolda Lotrinského při příležitosti připojení obce k Lotrinsku. Kříž je symbolem Lotrinska, písmena I a R znamenají latinské Imperator Rex - příslušnost vévody k rakouské císařské rodině. Řád čestné legie byl přidán do znaku v roce 1896.

## Historie
Město získalo Řád čestné legie za obranu města v říjnu 1870 proti Němcům. Po obci byla pojmenována jedna z pařížských ulic.
Město má 9 zapsaných historických památek.
- kaple Saint-Antoine, z roku 1544
- episkopální zámek z 15. století
- zámek kapucínů
- bývalý benediktinský klášter z 16. století
- kostel Svaté Libairy z 15. století
- radnice z 16. století
- dům č. 64 v rue Carnot ze 17. století
- věž v rue Maurice-Alexandre z roku 1238
- věž d'Anglemein z poloviny 13. století
- musée de la Terre, muzeum uchovávající velkou kolekci keramiky a zmenšený model města

## Vývoj počtu obyvatel
Počet obyvatel

## Zajímavosti
- V Rambervillers se vyrábí kamenina.
- Jako specialita se v místních restauracích podává telecí hlava.

## Osobnosti města
- Nicolaus Serarius (1555 - 1609), historik
- Jean Joseph Vaudechamp (1790 – 1866), malíř
- Sunsiaré de Larcône (* 1935), spisovatelka

## Partnerská města
- Ellezelles, Belgie
- Kottweiler-Schwanden, Německo